# Пісная Віра Миколаївна
Народилась у містечку Кагарлик Київської губ. 5 лютого 1888. Мати була вчителькою музики, батько рано помер.
У 1906 завершила навчання в Одеській жіночій гімназії С. Відінської зі срібною медаллю за спеціальністю вчителька російської мови та історії. У 1906–1911 навчалась на історичному відділенні ОВЖК. Працювала на семінарах у професора Є. Щєпкіна з історії Західної Європи (опрацьовувала накази депутатам французьких Генеральних штатів) та професора І. Линниченка з історії Росії (опрацьовувала тему «Історико-філософські погляди П. Чаадаєва та В. Соловйова»). Була членом ОІФТ. Надалі вчилась на історико-філологічному факультеті С.-Петербурзьких ВЖК (група російської філології, підгрупа російської літератури).
Працювала два роки у семінарі з вивчення творчості та біографії О. Пушкіна під керівництвом професора С. Венгерова (підготувала реферати «Античний світ в поезії Пушкіна» та "Осінь у житті О. Пушкіна) та семінарі з російської історії у приват-доцента О. Заозерського, де вивчала землеволодіння середньовічної Росії, брала участь у роботі гуртка з вивчення античної літератури у професора Ф. Зелінського та академіка С. Ольденбурга з вивчення російських казок. У 1915 склала державні іспити при Петроградському університеті. У 1915/16 н.р. закінчила однорічні педагогічні курси при Петроградській навчальній окрузі. На початку 1918 працювала у київському шпіталі, а у середині цього ж року повернулась до Одеси, де розпочала підготовку до складання магістерських іспитів з російської літератури під керівництвом професора ІНУ С. Вілінського.
У 1918–1920 викладала російську мову в Одеській жіночій гімназії Н. Іващенко. На початку 1920-х викладала російську мову та історію у пролетарських школах Одеси та с. Анатоліївки на Одещині. У 1921 за рекомендацією В. Стратена була прийнята на роботу в одеський міський архів. У 1921–1925 здебільшого опрацьовувала документи історико-революційного змісту. На великому джерельному матеріалі з фондів одеського архіву реконструювала одеський період біографії одного з найвідоміших революціонерів другої половини ХІХ ст., народовольця А. Желябова.
Найціннішими на сьогодні є джерела, що були опубліковані на високому фаховому рівні. Вони містять важливі дані не лише для біографів А. Желябова чи істориків революційного руху, але й для істориків Імператорського Новоросійського університету, зокрема, для з'ясування обставин колись дуже резонансної так званої «богішичевої історії». Сьогодні стаття залишається однією з найґрунтовніших археографічних публікацій з історії Імператорського Новоросійського університету.

## Праці
- К биографии А. Желябова (Материалы дознания по делу «193») // Каторга и ссылка. — В. ХІ. — 1924; Студенческие годы Желябова // Былое. — 1925. — № 4.